# Kotezi (Trebinje, BiH)
Kotezi su naseljeno mjesto u općini Trebinju, Republika Srpska, BiH.

## Stanovništvo

### 1991.
Nacionalni sastav stanovništva 1991. godine, bio je sljedeći:
ukupno: 22
- Hrvati - 16 (72,73 %)
- Srbi - 6 (27,27 %)

### 2013.
Nacionalni sastav stanovništva 2013. godine, bio je sljedeći:
ukupno: 15
- Hrvati - 15 (100,00 %)

## Vanjske poveznice
- glosk.com: Satelitska snimka  Arhivirana inačica izvorne stranice od 30. rujna 2007. (Wayback Machine)